# Microdon pagdeni
Microdon pagdeni är en tvåvingeart som beskrevs av Charles Howard Curran 1942. Microdon pagdeni ingår i släktet myrblomflugor, och familjen blomflugor. Inga underarter finns listade i Catalogue of Life.